# Jaime Alexander Cuartas Medina
Jaime Alexander Cuartas Medina (Medellín, 28 d'octubre de 1975) és un jugador d'escacs colombià que té el títol de Gran Mestre Internacional des de 2009. Fou el tercer colombià en obtenir el títol de GM després d'Alonso Zapata i Gildardo García. Actualment resideix a Barcelona i juga amb lel club Peona i peó, i està casat amb la jugadora d'escacs Ana María Vargas Ramírez
A la llista d'Elo de la FIDE del març de 2016, hi tenia un Elo de 2492 punts, cosa que en feia el jugador número 3 (en actiu) de Colòmbia,. El seu màxim Elo va ser de 2548 punts, a la llista de novembre de 2009.

## Resultats destacats en competició
L'agost de 2006 fou campió del XXXIIè Obert Ciutat de Badalona, per davanat de J.Manuel López i Víktor Moskalenko. El juny del 2008 fou campió de l'Obert d'Actius Santa Coloma de Queralt, per davant de Miguel Muñoz Pantoja i Víktor Moskalenko. L'agost de 2009 fou subcampió de l'Obert La Pobla de Lillet (el campió fou Lelys Stanley Martínez Duany).
El juny de 2014 fou subcampió del Memorial Josep Lorente amb 7½ punts de 9, mig punt per sota del campió Cristhian Cruz Sánchez.
El setembre de 2016 guanyà l'Actius Ciutat de Sabadell en solitari amb 8½ punts de 9.

### Participació en olimpíades d'escacs
Cuartas ha participat, representant Colòmbia, en set Olimpíades d'escacs entre els anys 2002 i 2014, amb un resultat de (+23 =34 –16), per un 54,8% de la puntuació. El seu millor resultat el va fer a les Olimpíada del 2008 en puntuar 7 de 10 (+5 =4 -1), amb el 70,0% de la puntuació, amb una performance de 2679.